# Relacions entre Angola i Nigèria
Les relacions entre Angola i Nigèria es refereix a les relacions bilaterals històriques i actuals entre la República d'Angola i la República de Nigèria. Aquestes es basen principalment en llurs papers com a estats exportadors de petroli, ja que ambdues són membres de l'Organització de Països Exportadors de Petroli (OPEP), de la Unió Africana i altes organitzacions multilaterals.
El govern d'Angola va arrestar Henry Okah, portaveu del Moviment per l'Emancipació del Delta del Níger (MEND), el principal grup rebel de Nigèria, en setembre de 2007 sota l'acusació de tràfic d'armes. Okah havia intentat d'abordar un avió a l'aeroport de Luanda amb destinació a Sud-àfrica quan les autoritats l'arrestaren. Angola i Nigèria no han signat cap tractat extradició, en part perquè Nigèria segueix utilitzant la pena de mort i la llei angolesa prohibeix l'extradició de sospitosos a nacions en les s'enfrontin a la pena de mort. El president de la República José Eduardo dos Santos va acordar extradir Okah el 21 de novembre, però els seus advocats sol·licitaren al govern que ho reconsiderés. El gener de 2008, el fiscal general João Maria de Sousa va dir que el govern angolès no havia decidit encara si extraditaria Okah. Finalment Okah va ser extradit el 15 de febrer de 2008.